# Thomas Fersen
Thomas Fersen, född 4 januari 1963 i Paris, är en fransk musiker och kompositör.
Bland hans skivor finns bland andra Le bal des oiseaux (1993), Le pavillon des fous (2005) Trois petits tours (2008) och Je suis au Paradis (2011). 
Hans texter innehåller ofta komiska inslag. I låten "Parfois au clair de lune" från albumet Je suis au paradis sjunger han om att somna i en dams underkjol och i låten "Chocolat" från Trois petits tours blir hans choklad, bland övrigt bagage, uppätet av en hund.